# Pterygocythereis semitranslucens
Pterygocythereis semitranslucens is een mosselkreeftjessoort uit de familie van de Trachyleberididae. De wetenschappelijke naam van de soort is voor het eerst geldig gepubliceerd in 1949 door Crouch.